# Kazan Arena
El Kazan Arena és un estadi de futbol de la ciutat de Kazan, Tatarstan, Rússia. L'estadi té una capacitat total de 45.500 espectadors asseguts. Les obres de construcció van començar el maig del 2010 i el recinte va ser innaugurat el 2013, acabat en un termini de 36 mesos. L'estadi és utilitzat pel FK Rubin Kazan, el club de futbol de la ciutat, per a jugar els seus partits com a local.
La Universiada 2013 se celebrà en aquest estadi i, també va ser seu del Campionat del Món de natació de 2015, de la Copa Confederacions 2017 i de la Copa del Món de Futbol de 2018

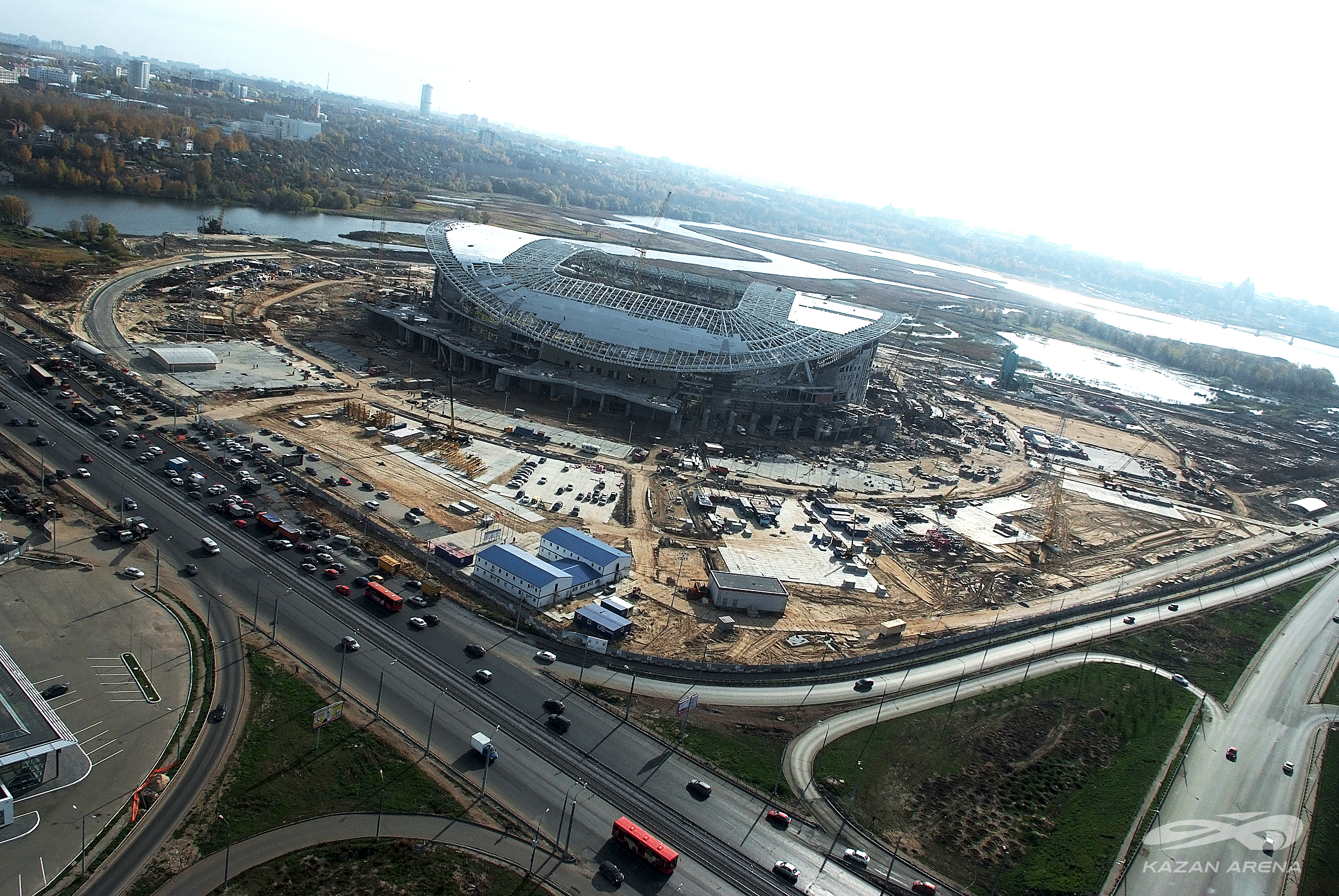
Estat de la construcció a l'octubre de 2012.

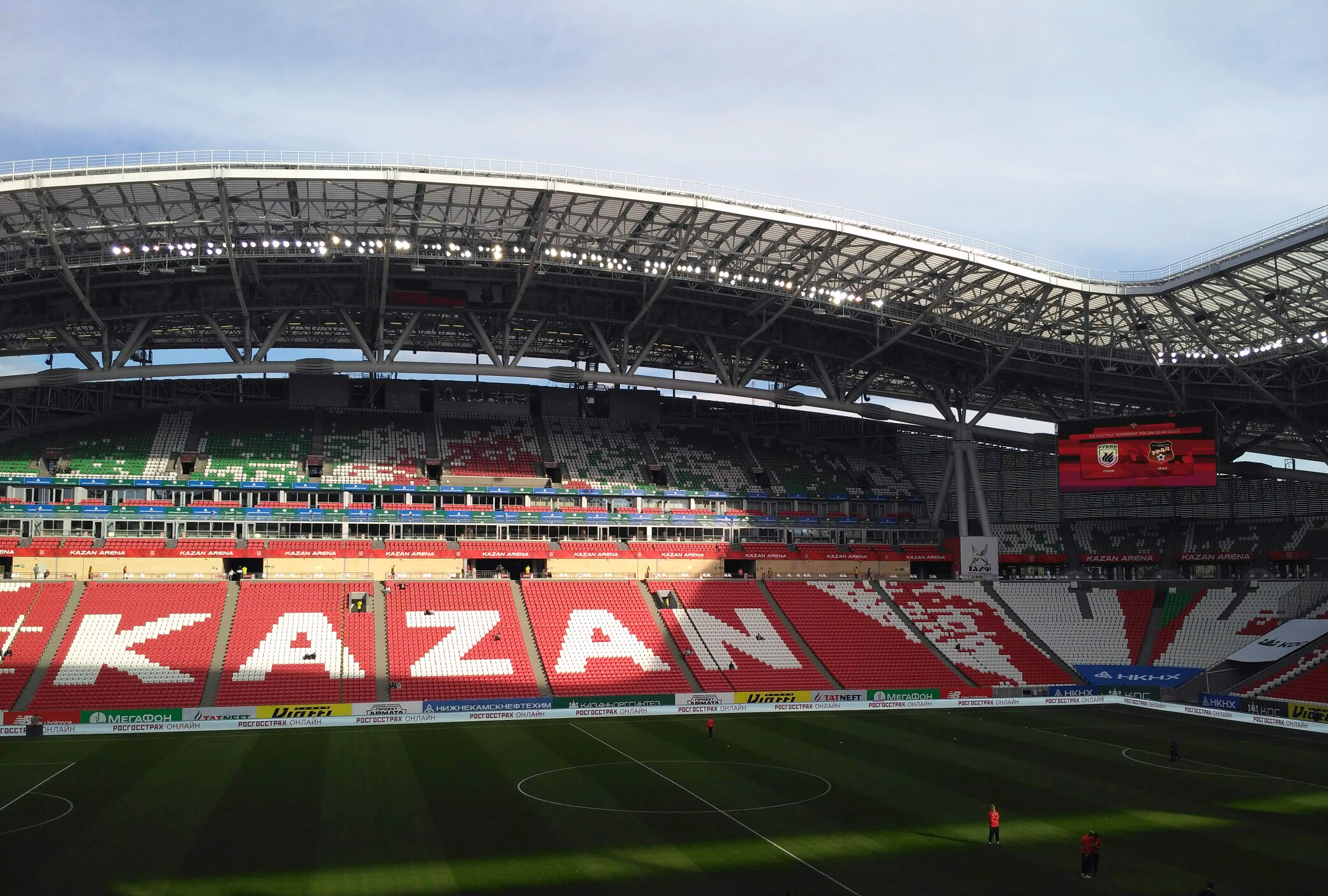
Interior de l'estadi.

## Ubicació
L'estadi està situat en el districte de Nova Savinovsky de Kazan, prop del costat dret del riu Kazanka, prop del parc aquàtic Riviera i del complex esportiu Olympus. S'hi pot arribar en transport públic: tramvia d'alta velocitat i normal, trolebús i autobusos. També s'hi pot arribar per les estacions de metro d'Estadi i Chistopolskaya.

## Especificacions i característiques
Característiques generals de l'estadi:
- Estadi: 32 ha
- Capacitat: 47.100 espectadors
- Superfície construïda: 70.300 m²
- Superfície total: 130.000 m²
- Alçada total de l'estadi: 49,36 m
- Estadi Arena: 4 grades a nivell, 4 de cara i sector angular
- Nombre de sales VIP: 72
- Aparcament: 4.500

## Arquitectura
El concepte arquitectònic de l'estadi va ser dissenyat pels arquitectes Populous, amb projectes coneguts com l'Emirates Stadium i el nou estadi de Wembley de Londres. L'estadi va ser la seu principal de l'Universiada 2013. V.V. Motorin va refinar el concepte arquitectònic, això va eliminar qualsevol incoherència en el disseny amb la legislació russa, sobre tot el marc regulatori. Els arquitectes va dissenyar el Kazan Arena de tal manera que a vista d'ocell l'estadi tingui forma d'un lliri d'aigua. El sostre de l'estadi es basa en els 8 punts de control.

## Història

### Edifici
L'acte de col·locació de la primera pedra de l'estadi, el 5 de maig del 2010, va tenir la presència de Vladímir Putin. Segons ell, la construcció de l'estadi havia de representar la carta del triomf en la lluita pel dret a organitzar la Copa del Món de futbol de 2018. El procés de construcció de l'estadi es va dur a terme sota l'atenta supervisió de la govern de la regió del Tartaristan. En aquesta obra s'hi va involucrar al mateix temps fins a 3000 persones. La construcció de l'estadi va ser retransmesa per les càmares web online i el seu cost s'estima en 14,4 mil milions de rubles.

### Universiada
L'estadi va ser l'escenari de la innauguració i la clausura de la Universiada 2013.

### Futbol
El 17 d'agost de 2014 l'estadi va ser la seu del primer partit de la Lliga Premier Russa. El FK Rubin Kazan va empatar amb el Lokomotiv de Moscou (1:1) i el primer gol del campionat en el nou estadi el va fer el futbolista de 18 anys Aleksei Mirantxuk, del Lokomotiv. La primera victòria local no va arribar fins a la cinquena jornada, al vèncer al CSKA Moscou (2:1).

### Copa Confederacions 2017
El Kazan Arena va ser un dels quatre estadis escollits per acollir partits de la Copa Confederacions 2017, que es va a jugar entre el juny i juliol del 2017 a Rússia. Els partits que se van jugar en aquest estadi són:

#### Fase de grups
| Portugal                  | 2-2     | Mèxic                        |
| ------------------------- | ------- | ---------------------------- |
| Quaresma 34' · Cédric 86' | Detalls | Hernández 42' · Moreno 90+1' |

| Alemanya   | 1-1     | Xile       |
| ---------- | ------- | ---------- |
| Stindl 41' | Detalls | Sánchez 6' |

| Mèxic                   | 2-1     | Rússia      |
| ----------------------- | ------- | ----------- |
| Araujo 30' · Lozano 72' | Detalls | Samédov 25' |

#### Semifinals
| Portugal                   | 0–0 (pr.) | Xile                       |
| -------------------------- | --------- | -------------------------- |
|                            | Detalls   |                            |
| Tanda de penals            |           |                            |
| Quaresma · Moutinho · Nani | 0–3       | Vidal · Aránguiz · Sánchez |

### Partits de la Copa del Món de Futbol de 2018
L'estadi de Kazan és un dels escollits per acollir partits de les diferents fases de la Copa del Món del 2018.

#### Fase de grups
| França                                 | 2–1     | Austràlia        |
| -------------------------------------- | ------- | ---------------- |
| Griezmann 58' (p.) · Behich 81' (p.p.) | Informe | Jedinak 62' (p.) |

| Iran | 0–1     | Espanya         |
| ---- | ------- | --------------- |
|      | Informe | Diego Costa 54' |

| Polònia | 0–3     | Colòmbia                                |
| ------- | ------- | --------------------------------------- |
|         | Informe | Y. Mina 40' · Falcao 70' · Cuadrado 75' |

| Corea del Sud                             | 2–0     | Alemanya |
| ----------------------------------------- | ------- | -------- |
| Kim Young-won 90+3' · Son Heung-min 90+6' | Informe |          |

#### Vuitens de final
| França                                            | 4–3     | Argentina                                 |
| ------------------------------------------------- | ------- | ----------------------------------------- |
| Griezmann 13' (p.) · Pavard 57' · Mbappé 64', 68' | Informe | Di María 41' · Mercado 48' · Agüero 90+3' |

#### Quarts de final
| Brasil             | 1–2     | Bèlgica                                |
| ------------------ | ------- | -------------------------------------- |
| Renato Augusto 78' | Informe | Fernandinho 13' (p.p.) · De Bruyne 31' |